# Stora Karlsö
Stora Karlsö je ostrov u západního pobřeží Gotlandu ve Švédsku. Je známý pro svoji květenu a bohatý výskyt ptactva, včetně rozsáhlých kolonií Alkounů úzkozobých. Stora Karlsö je také druhou nejstarší přírodní rezervací po Yellowstoneském národním parku.

## Geografie
Stora Karlsö se nachází v Baltském moři asi 6 km západně od břehů Gotlandu. Rozkládá se na ploše asi 2,5 km².

## Ptactvo a rostlinstvo

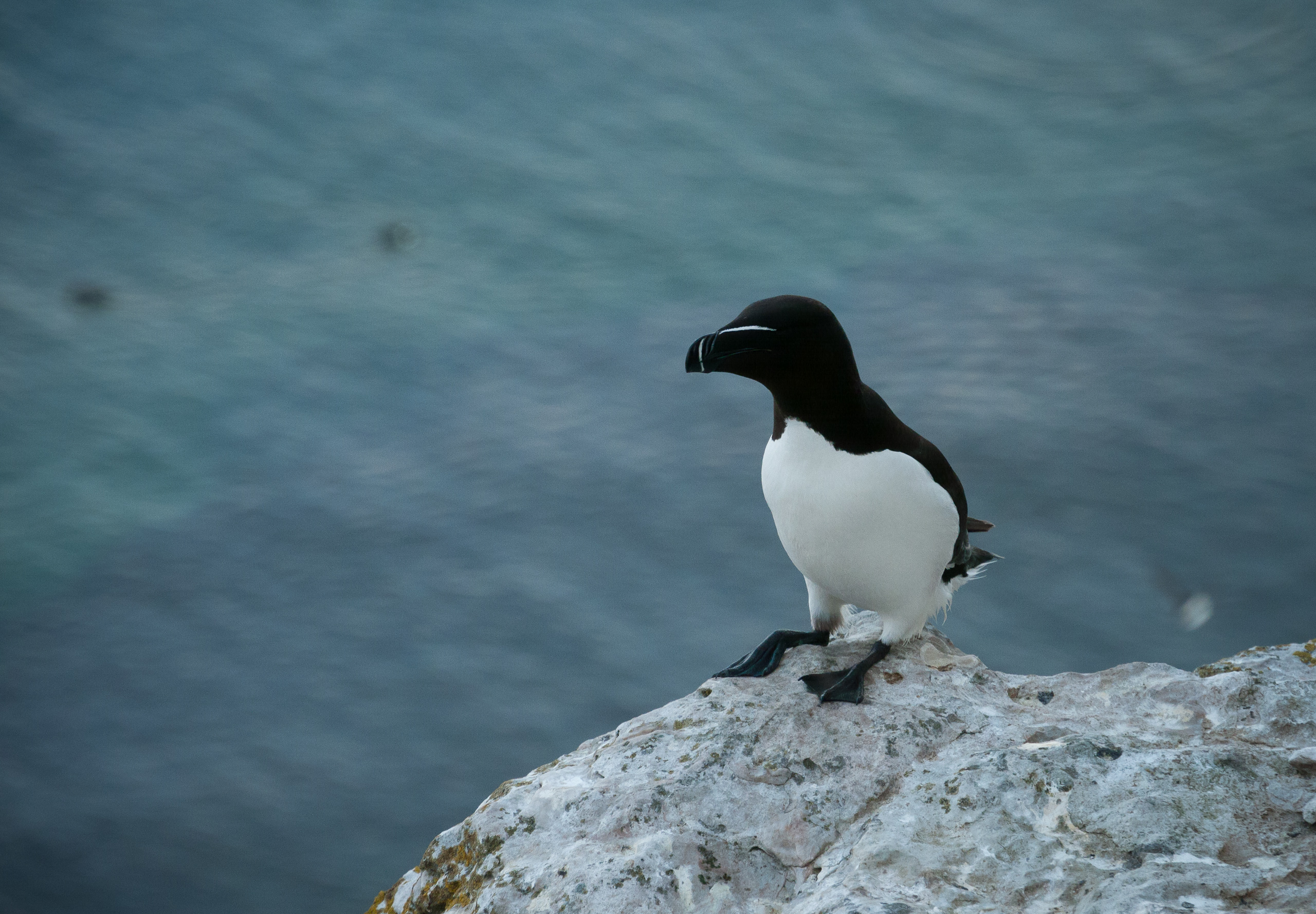
Alka malá

Ostrov je známý především pro svou flóru a ptactvo. Nachází se zde velké kolonie alkounů úzkozobých (kolem 7500 hnízdících párů) a alek malých (4500 párů). Na jaře je zde možno najít mimořádné množství rostlin čeledi vstavačovitých, především vstavačů mužských a druhu Dactylorhiza sambucina. Je zde také několik pro Švédsko vzácných rostlin, jako například hlaváček jarní, locika dubová (švédsky Karlsösallat), jelení jazyk celolistý a Corydalis gotlandica (jediná endemická rostlina na Gotlandu).

## Historie

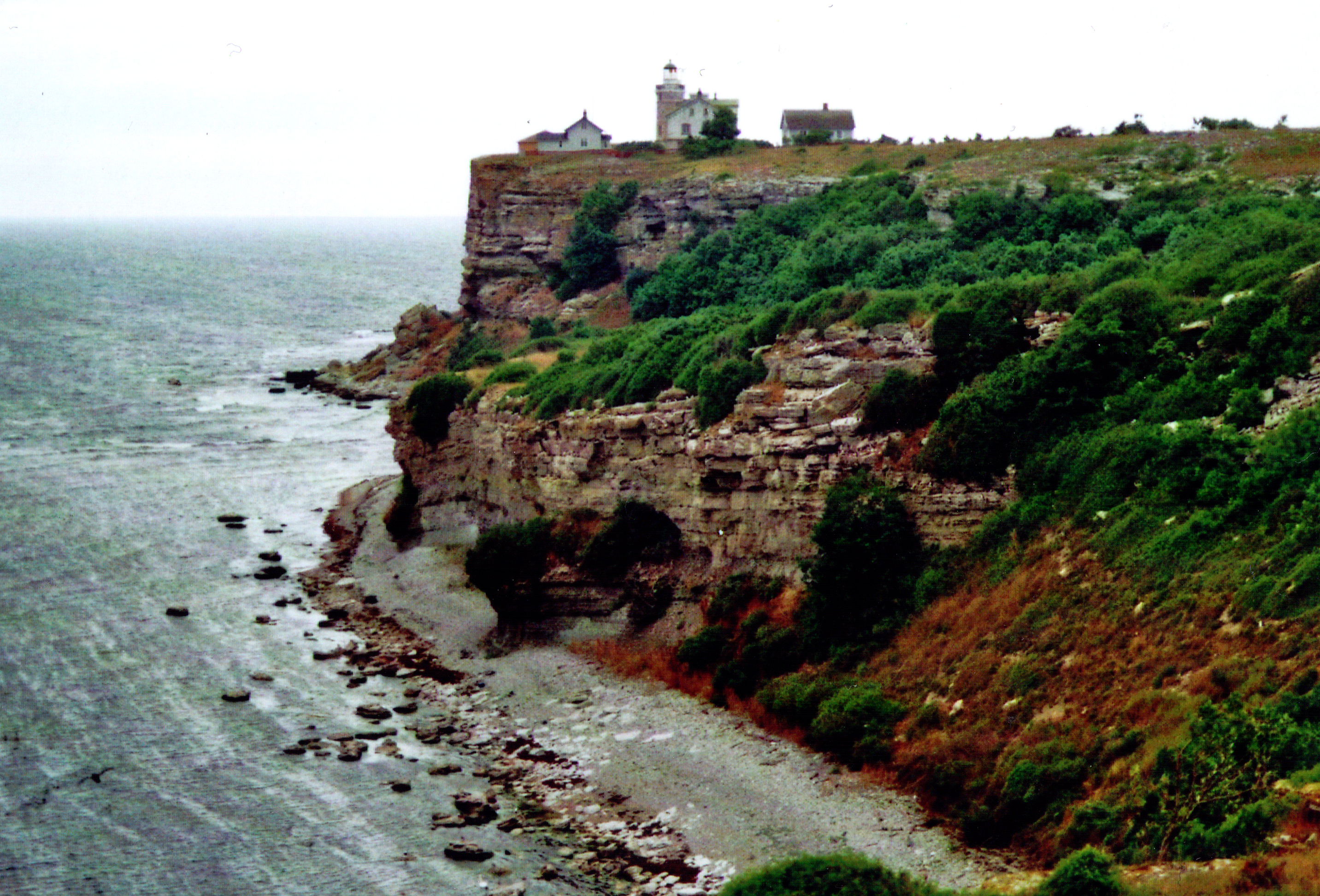
Stora Karlsö

Existují důkazy o tom, že ostrov byl osídlen již v době kamenné. Ve středověku se zde nacházely mramorové lomy, kde byl získáván materiál pro stavbu mnohých z kostelů na Gotlandu. Ostrov je po Yellowstonském národním parku nejstarší přírodní rezervací na světě. Od května do srpna sem plují výletní lodě z vesnice Klintehamn.